# Phục bích tại Đức
Phục bích (tiếng Trung: 復辟), còn được phiên âm là phục tích hay phục tịch, nghĩa đen là "khôi phục ngôi vua" là trường hợp một quân chủ đã từ nhiệm hoặc đã bị phế truất hay từng bị lật đổ bởi các cuộc cách mạng và đảo chính trong nước, thậm chí phải lưu vong do nạn ngoại xâm nhưng sau đó khôi phục lại được ngôi vị của mình. Dưới đây liệt kê những cuộc phục bích tại Đức.

## Đế quốc La Mã Thần thánh

### Công quốc Bavaria
- Heinrich II (tại vị:955–974, phục vị:976–978, tái phục vị:989–995)

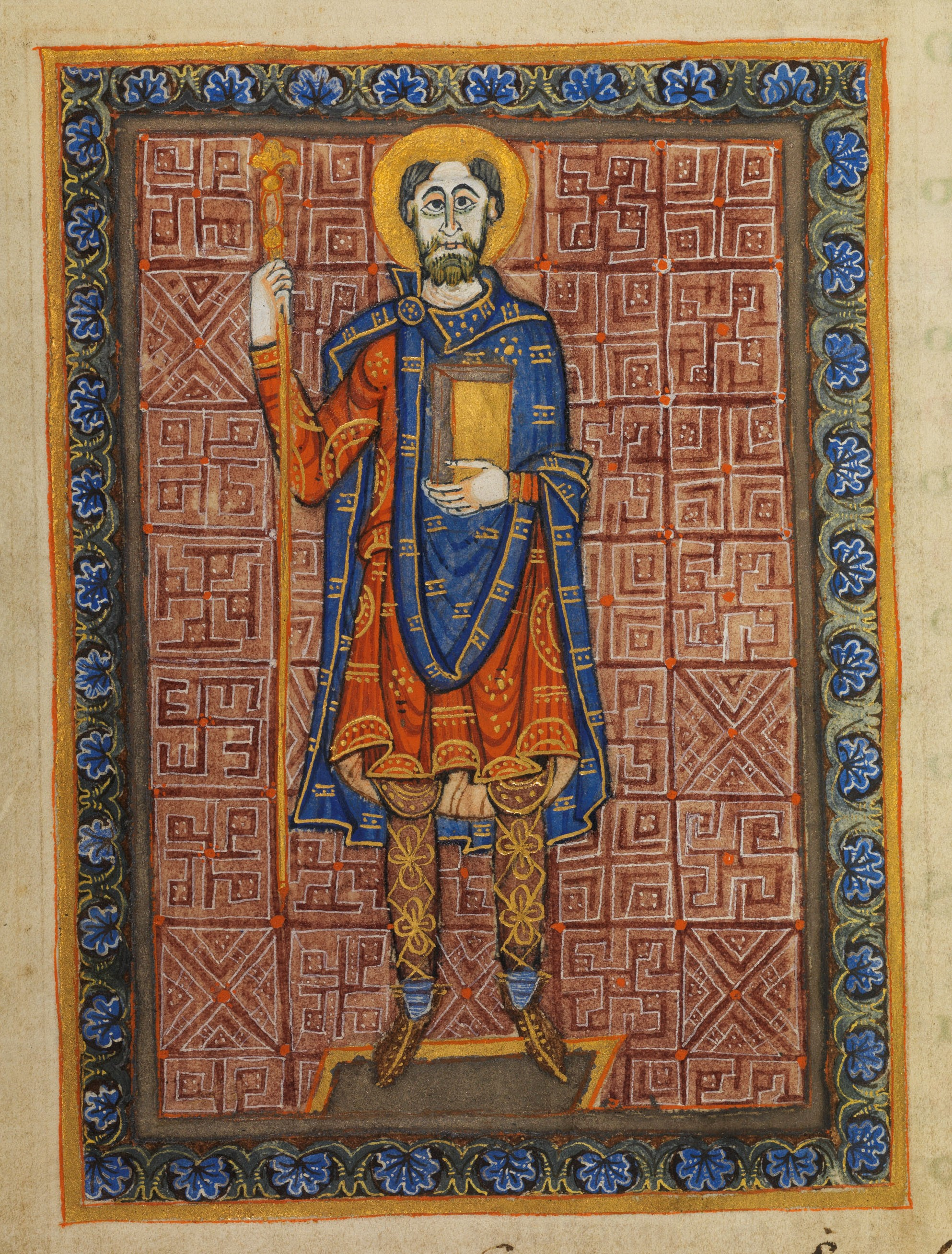
Heinrich Tranh cãi

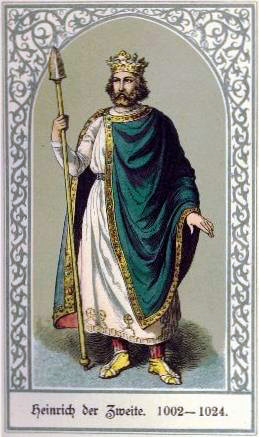
Heinrich IV

Năm 974, Công tước Bavaria là Heinrich Tranh cãi (Heinrich der Zänker) quyết tâm hất cẳng Hoàng đế Otto II khỏi ngai vàng, với sự hỗ trợ của chị gái Hadwig, ông đã liên minh với các quý tộc xứ Bavaria và Saxonia cùng Công tước Boleslav II xứ Bohemia và Công tước Mieszko I của Ba Lan. Cuộc nổi loạn thất bại, Otto II bắt giam cầm Heinrich II tại Ingelheim. Năm 976, Heinrich II trốn thoát và xúi giục một cuộc nổi dậy ở Bavaria, nhưng đã bị đánh bại khi Otto II chiếm Regensburg và tước quyền công tước của Heinrich II. Để cắt giảm thế lực của Heinrich II, Otto II đã cắt từ xứ Bavaria các phần lãnh địa để trao cho những người ủng hộ mình như xứ Carinthia cho Heinrich Trẻ (người đã đổi phe ngay sau đó), xứ Áo cho Leopold Lừng danh, và một lãnh địa Bavaria nhỏ hơn đã được trao cho đối thủ của Heinrich II là Công tước Otto I xứ Schwaben. Sau cuộc chiến tranh Ba Henri (tiếng Pháp: Guerre des trois Henri) năm 978, vị công tước bị phế truất Heinrich II bị giam giữ bởi Giám mục Folkmar thành Utrecht. Nhưng khi vào năm 983, Otto II đột ngột qua đời vì bệnh sốt rét ở Roma, Heinrich II đã được thả ra khỏi nơi giam cầm. Một lần nữa, ông cố gắng chiếm đoạt ngai vàng Đức, khi ông bắt cóc vị hoàng đế sơ sinh Otto III và tự xưng là Vua của người La Mã tại mộ của Hoàng đế Otto I và Vua Đức Heinrich Người săn chim ở Magdeburg và Quedlinburg. Tuy nhiên, ông đã mất đi sự hỗ trợ của các công tước Đức và cũng không thể hất cẳng Công tước Heinrich Trẻ khỏi Bavaria. Thông qua trung gian của Tổng giám mục Willigis thành Mainz, năm 985, Heinrich II cuối cùng đã đệ trình được lên Hoàng hậu Theophanu và mẹ chồng của bà tại một hội nghị Hoftag ở Rohr. Mặc dù thất bại trong nỗ lực giành quyền kiểm soát nước Đức, ông đã giành lại được lãnh địa Bavaria nhỏ và năm 989 cũng nhận về lại được xứ Carinthia.
- Heinrich IV (tại vị:995–1004, phục vị:1009–1017)

Năm 1004, Công tước Bavaria Heinrich IV nhường ngai vị Công tước xứ Bavaria cho người em rể Heinrich I, Bá tước xứ Luxemburg, sau khi ông được Tổng giám mục Arnolfo II thành Milan trao vương miện Vua của Ý (Rex Italiae). Năm 1009, do bất đồng quan điểm, Heinrich IV phế truất Heinrich V để tự mình kiêm luôn cả Công tước Bavaria.
- Heinrich V (tại vị:1004–1009, phục vị:1017–1026)

Năm 1009, trong cuộc cãi vã với anh rể Heinrich IV, Heinrich V bị bãi tước vị Công tước xứ Bavaria. Năm 1017, Heinrich V được anh rể trả lại ngôi vị, ông trị vì cho đến cuối đời.
- Heinrich VIII (tại vị:1053–1054, phục vị:1055–1061, tái phục vị:1077–1096)

Năm 1054, Heinrich VIII trao công quốc Bavaria cho người em trai Konrad II để đăng cơ làm Vua La Mã Đức. Nhưng chỉ hơn một năm sau Konrad II qua đời, Heinrich VIII lại nắm giữ tước vị lần thứ hai. Năm 1061, Thái hậu Agnes đã bổ nhiệm Bá tước Otto xứ Northeim làm Công tước xứ Bavaria, mục đích để có được sự ủng hộ của ông này với tư cách là nhiếp chính cho vị vua trẻ Heinrich VIII, lúc này đã là Quốc vương của Đức Heinrich IV. Tuy nhiên, Otto đã bỏ bê chính sự ở Bavaria và thay vào đó thêm vào tài sản đồng minh Saxon của mình ở miền nam Harz, cuối cùng dẫn đến xung đột với Heinrich IV, người nhằm củng cố lãnh địa hoàng gia của ông ở khu vực này. Vào năm 1070, những lời buộc tội đáng ngờ đã được đưa ra chống lại Otto bởi Egeno I xứ Konradsburg, một quý tộc tự do, vì đã bí mật giết người của nhà vua, và Otto đã quyết định đệ trình ra tòa bằng cách đấu tranh với người tố cáo của ông ta tại Goslar. Lo sợ cho sự an toàn của mình, Otto đã yêu cầu một hành vi an toàn đến và đi từ nơi gặp gỡ, khi điều này bị từ chối, ông ta đã từ chối xuất hiện và do đó bị đặt dưới lệnh cấm của đế quốc và tước quyền công tước Bavaria, trong khi các điền trang của người Saxon bị cướp bóc. Otto không nhận được sự hỗ trợ nào ở Bavaria, nhưng đã huy động một đội quân giữa những người Saxon và thực hiện một chiến dịch cướp bóc chống lại Heinrich IV. Heinrich IV nhanh chóng đè bẹp cuộc phản loạn rồi đưa con rể của Otto là Guelfo IV lên ngôi vị công tước Bavaria với hiệu Welf I. Năm 1077, Heinrich IV bãi bỏ tước vị côgn tước của Welf I do xung đột chính trị, ông tự mình cai quản công quốc Bavaria lần thứ ba.

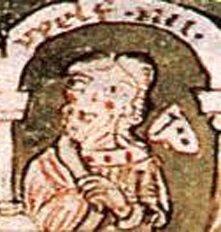
Welf I

- Welf I (tại vị:1070–1077, phục vị:1096–1101)

Năm 1077, Welf I bị Hoàng đế Heinrich IV bãi nhiệm vì ông đã đổi phe chống đối Hoàng đế mà ủng hộ Giáo hoàng Grêgôriô VII, Hoàng đế Heinrich IV kiêm tước vị công tước xứ Bavaria. Năm 1096, Welf I đã chủ động làm lành với Hoàng đế, ông được Heinrich IV cho phép phục hồi chức vụ của mình. Trước đây, khi cha vợ ông, công tước Otto đã trở thành kẻ thù của Heinrich IV và bị mất quyền công tước, Welf I vẫn trung thành với Heinrich IV. Theo lệnh của Heinrich, ông đã từ chối và ly dị nữ công tước Ethelinde, và ngay sau đó (năm 1070), ông được khen thưởng vì lòng trung thành của mình khi được bổ nhiệm làm Công tước xứ Bavaria thay cho Otto.

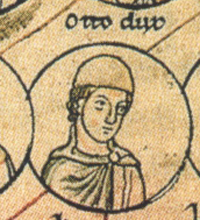
Otto I

### Công quốc Carinthia
- Heinrich III (tại vị:976–979, phục vị:985–989)

Năm 979, Heinrich III tham gia cuộc nổi dậy chống lại Hoàng đế Otto II trong cuộc chiến tranh Ba Henri, do người tiền nhiệm của ông là công tước Heinrich II và Giám mục Heinrich I thành Augsburg khởi xướng. Cùng với lực lượng của Công tước Bohemia Boleslav II, họ đã chiếm được thị trấn Passau của Bavaria, nhưng sau đó đã bị quân đội của Otto II đánh bại. Hoàng đế Otto II đã phế truất Heinrich III và trao quyền cho cháu trai của ông là Otto xứ Worms làm công tước Carinthia. Sau vụ nổi loạn này, tất cả các công tước Nam Đức như Swabia, Bavaria và Carinthia sau đó được giữ bởi người thân của hoàng đế. Heinrich III giữ chức vụ công tước xứ Bavaria từ 983 đến 985 sau cái chết của Hoàng đế Otto II, tuy nhiên quyền cai trị của ông vẫn còn vướng mắc do Heinrich II tranh chấp, Thái hậu Theophanu thay mặt cho người con trai Otto III cuối cùng đã hòa giải với ông vào năm 985.
Kết quả, công tước Heinrich III phải từ bỏ Bavaria thay vào đó, sự ưu ái của Heinrich II và một lần nữa được trao vị trí công tước Carinthia, mà Otto I buộc phải nhượng lại địa vị cho ông.
- Otto I (tại vị:978–985, phục vị:995–1004)

Năm 985, góa phụ của Hoàng đế Otto II là Theophanu, để có được sự ủng hộ cho sự kế vị của con trai nhỏ Otto III, đã khôi phục ngôi công tước xứ Carinthia cho Heinrich III, và Otto I đành chấp nhận mất chức. Đổi lại, ông có thể giữ được danh hiệu "Công tước Worms", đồng thời nhận được Kaiserpfalz của Lautern và tịch thu các bất động sản lớn của Tu viện Wissem (Weißenburg). Sau cái chết của Công tước Heinrich II xứ Bavaria năm 995, Otto I đã giành lại quyền cai trị công quốc Carinthia.

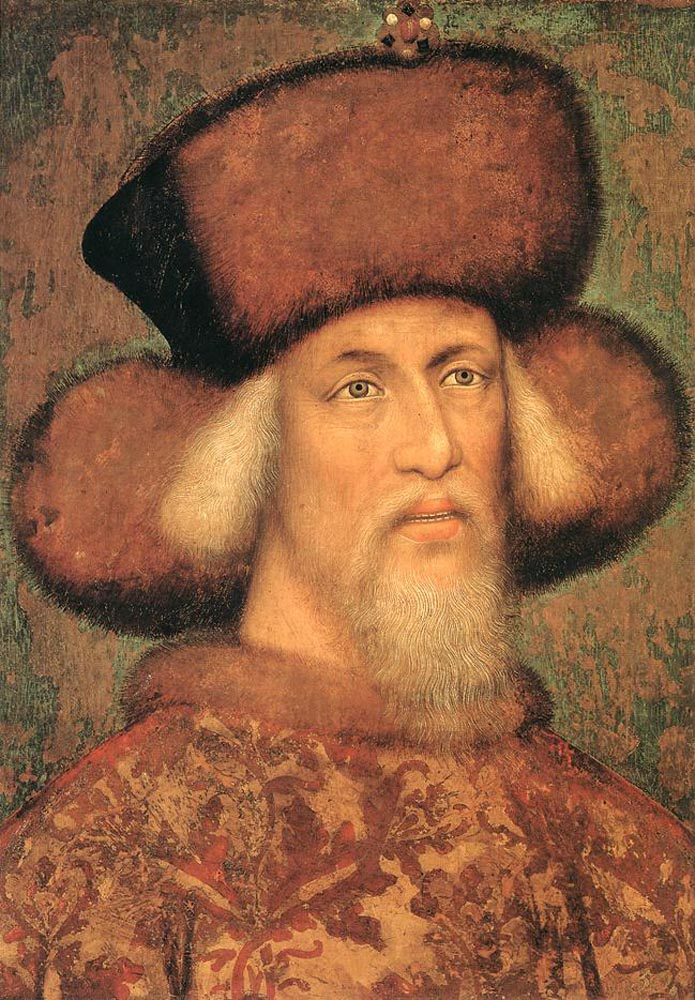
Sigismund von Luxemburg

### Tuyển đế hầuxứBrandenburg
- Sigismund von Luxemburg (tại vị:1378–1388, phục vị:1411–1415)

Năm 1388, Jobst thay thế người anh em họ Sigismund von Luxemburg đảm nhận vị trí tuyển đế hầu xứ Brandenburg, bấy giờ do Sigismund von Luxemburg mới làm vua Hungary nên nhường chức vụ này cho Jobst để tập trung sự cai trị vào một mối. Sau cái chết của vua Đức Rupert vào năm 1410, Jobst đã được bốn trong số bảy hoàng tử bầu chọn, chống lại Sigismund von Luxemburg, người đã được ba đại cử tri bầu chọn trước đó. Tuy nhiên, lá phiếu quyết định cuối cùng lại thuộc về Sigismund von Luxemburg với tư cách là vua của Bohemia, Jobst qua đời năm 1411 do bị Sigismund von Luxemburg đầu độc, dọn đường cho cuộc bầu cử để Sigismund von Luxemburg trở lại ngôi vị tuyển đế hầu và sau này ông đăng quang làm Hoàng đế La Mã thần thánh.

### Thân vương quốc Liechtenstein
- Josef Wenzel I (tại vị:1712–1718, phục vị:1732–1745, tái phục vị:1748–1772)

Năm 1718, sau thời kỳ quản lý Thân vương quốc Liechtenstein theo quyền riêng của mình, Josef Wenzel I thoái vị, nhường quyền cai trị cho Antonio Florián. Jose Juan Adam lên ngôi năm 1721, sau khi ông này mất, Joseph Wenzel I trở lại lần thứ hai với tư cách là người thừa kế của anh em họ và anh rể của mình, vì khi Jose Juan Adam mất thì con trai Juan Nepomuceno Carlos mới có bốn tuổi. Năm 1745, ông được bổ nhiệm làm Generalissimo ở Ý, chính thức bàn giao cho Juan Nepomuceno Carlos tiếp quản công việc của Liechtenstein. Nhưng đến năm 1748, người cháu Juan Nepomuceno Carlos cũng mất, như vậy Josef Wenzel I quay về Liechtenstein cai trị lần thứ ba cho đến hết đời.

## Phổ
- Friedrich Wilhelm III (tại vị:1797–1806, phục vị:1814–1840)

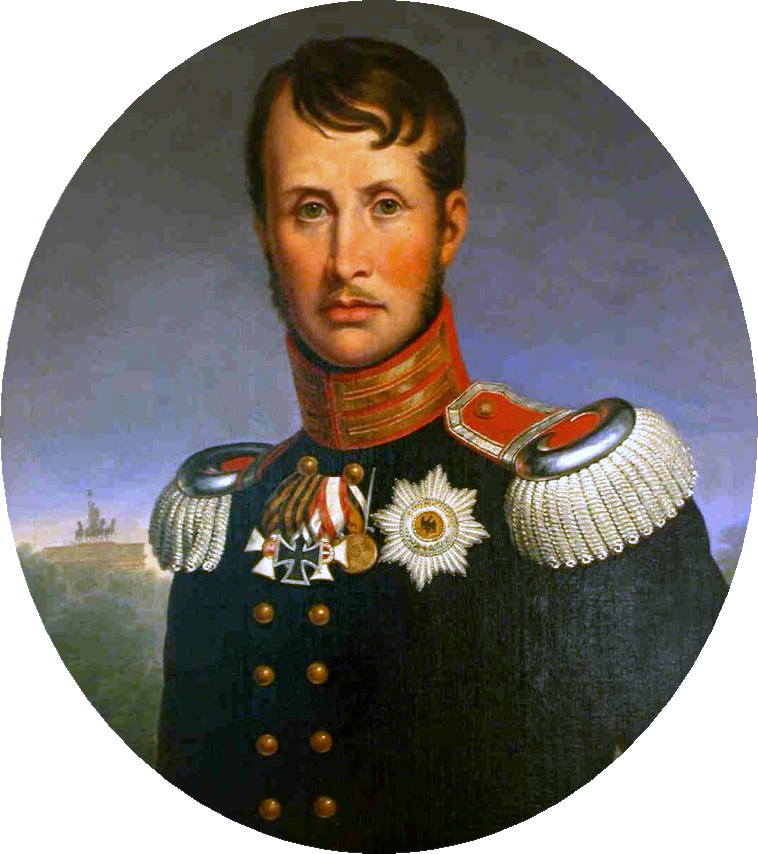
Friedrich Wilhelm III

Năm 1806, trong trận Jena-Auerstädt, người Pháp đánh bại quân Phổ do đích thân Friedrich Wilhelm III chỉ huy. Quân đội Phổ sụp đổ, ông cùng hoàng gia đã chạy trốn sang Memel thuộc Đông Phổ (nay nằm trong lãnh địa Ba Lan), nơi họ rơi vào lòng thương xót của Hoàng đế Nga La Tư Alexander I. Nhưng ngay sau đó Alexander I cũng bị thất bại dưới tay của người Pháp, và tại Tilsit trên Niemen, Pháp làm hòa với Nga và Phổ. Napoleon I xử lý nước Phổ rất gay gắt, Phổ mất nhiều lãnh thổ Ba Lan của mình, cũng như tất cả các lãnh thổ phía tây sông Elbe, và có để tài trợ một khoản bồi thường lớn và phải trả tiền cho quân đội Pháp để chiếm ưu điểm quan trọng trong vương quốc. Năm 1813, sau thất bại của Napoleon I ở Nga, Frederick William III quay lưng lại với Pháp và ký kết một liên minh với Nga tại Kalisz, mặc dù ông đang trong tình trạng lưu vong, bởi Berlin vẫn nằm dưới sự chiếm đóng của đế quốc Pháp. Quân đội Phổ đóng một vai trò khá quan trọng trong chiến thắng của các đồng minh 1814, và chính nhà vua khải hoàn, trở về kinh đô phục vị cùng với quân đội của Hoàng tử Schwarzenberg, Alexander I của Nga và Francis I của Áo.